# Plaquemine, Louisiana
Plaquemine, Louisiana (енгл. Plaquemine) град је у америчкој савезној држави Луизијана.

## Демографија
По попису из 2010. године број становника је 7.119, што је 55 (0,8%) становника више него 2000. године.
| Група             | 2000.         | 2010.         |
| Белци             | 3.443 (48,7%) | 3.249 (45,6%) |
| Афроамериканци    | 3.504 (49,6%) | 3.633 (51,0%) |
| Азијати           | 19 (0,3%)     | 27 (0,4%)     |
| Хиспаноамериканци | 81 (1,1%)     | 171 (2,4%)    |
| Укупно            | 7.064         | 7.119         |